# フィンブリン
フィンブリン（fimbrin）またはプラスチン1（plastin 1）とは、ヒトのPLS1遺伝子にコードされているタンパク質である 。フィンブリンは、糸状仮足の形成において重要なアクチン架橋タンパク質である。

## 構造
フィンブリンは、アクチン架橋タンパク質のカルポニン相同（calponin homology：CH）ドメインスーパーファミリーに属する。CHドメインスーパーファミリーはフィンブリンのほかにα-アクチニン、β-スペクトリン、ジストロフィン、ABP-120、フィラミンなどを含み、高度保存されたアクチン結合ドメインを持つ。このドメインはカルポニンと相同な配列の縦列重複を含む。CHドメインはアクチンフィラメントを架橋して繊維束とネットワークにし、また、中間径フィラメントおよびいくつかのシグナル伝達タンパク質をアクチン細胞骨格に結合させる。フィンブリンによる架橋は他のアクチン結合タンパク質に対するアクチンフィラメントの親和性に影響し細胞骨格を調節する可能性がある。
ヒトにおいて、3つの高度なホモログ、厳密には組織特異的および局所特異的アイソフォームI-、T-およびL-フィンブリンが同定されている 。L-フィンブリンは、正常または形質転換した白血球にのみ見出され、インターロイキン-1のような他の因子に応答してリン酸化される。I-フィンブリンは腸および腎臓の上皮細胞で発現される。T-フィンブリンは上皮細胞および間葉系細胞に見出される。T-フィンブリンはリン酸化されない。アイソフォーム間の発現、配列およびリン酸化の差異は、機能的差異に由来する可能性がある。

## 機能
フィムブリンは、腸の微絨毛、毛細胞の不動毛および線維芽細胞の糸状仮足を含む、異なる細胞型のいくつかの異なる構造に存在する 。膜ラフリング、糸状仮足、不動毛、および接着板において極性アクチンフィラメントと通常、関連している。フィンブリンの配列および生化学的特性は酵母からヒトまで高度に保存されている。酵母のフィンブリン欠損変異体は形態形成およびエンドサイトーシスに欠陥を持つ。
タンデムアクチン結合ドメインが接近しているため、フィンブンリンは酵母のサイトカインおよび腸内細菌による宿主細胞浸潤などのプロセスに関与する密に束ねられたアクチンフィラメントを形成する。2004年にArabidopsis thalianaおよびSchizosaccharomyces pombeのフィンブリンのコアの結晶構造は、アクチン架橋タンパク質で初めて明らかになった。